# 지라르두프군

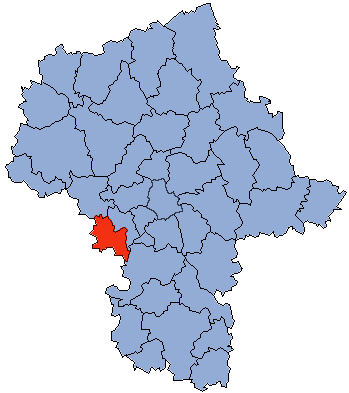
마조프셰주 지도에 표시된 지라르두프군의 위치

지라르두프군(폴란드어: powiat żyrardowski)은 폴란드 마조프셰주에 위치한 군으로 군청 소재지는 지라르두프이며 면적은 532.63km2, 인구는 75,787명(2019년 기준), 인구 밀도는 140명/km2이다.
동쪽으로는 그로지스크군, 남동쪽으로는 그루예츠군, 남쪽으로는 우치주 라바군, 서쪽으로는 우치주 스키에르니에비체군, 북서쪽으로는 소하체프군과 접한다. 5개 지방 자치체(1개 도시, 2개 도시형 농촌, 2개 농촌)를 관할한다.

군기
군 문장